# إيفان شانونونغ
إيفان شانونونغ (24 أكتوبر 1899 – 19 أكتوبر 1974) هو ملاكم دنماركي راحل، مثّل بلاده في الألعاب الأولمبية الصيفية 1920.

## روابط خارجية
إيفان شانونونغ على موقع أوليمبيديا (الإنجليزية)